# Cinnyris talatala
Cinnyris talatala е вид птица от семейство Nectariniidae.

## Разпространение
Видът е разпространен в Ангола, Ботсвана, Демократична република Конго, Малави, Мозамбик, Намибия, Южна Африка, Свазиленд, Танзания, Замбия и Зимбабве.